# Mitsumi
Mitsumi Electric Co.,Ltd. (ミツミ電機株式会社, Mitsumi Denki Kabushiki-gaisha) (TYO: 6767) é uma empresa Japonesa fabricante de dispositivos de interface Homem-Máquina fundada em 1954.

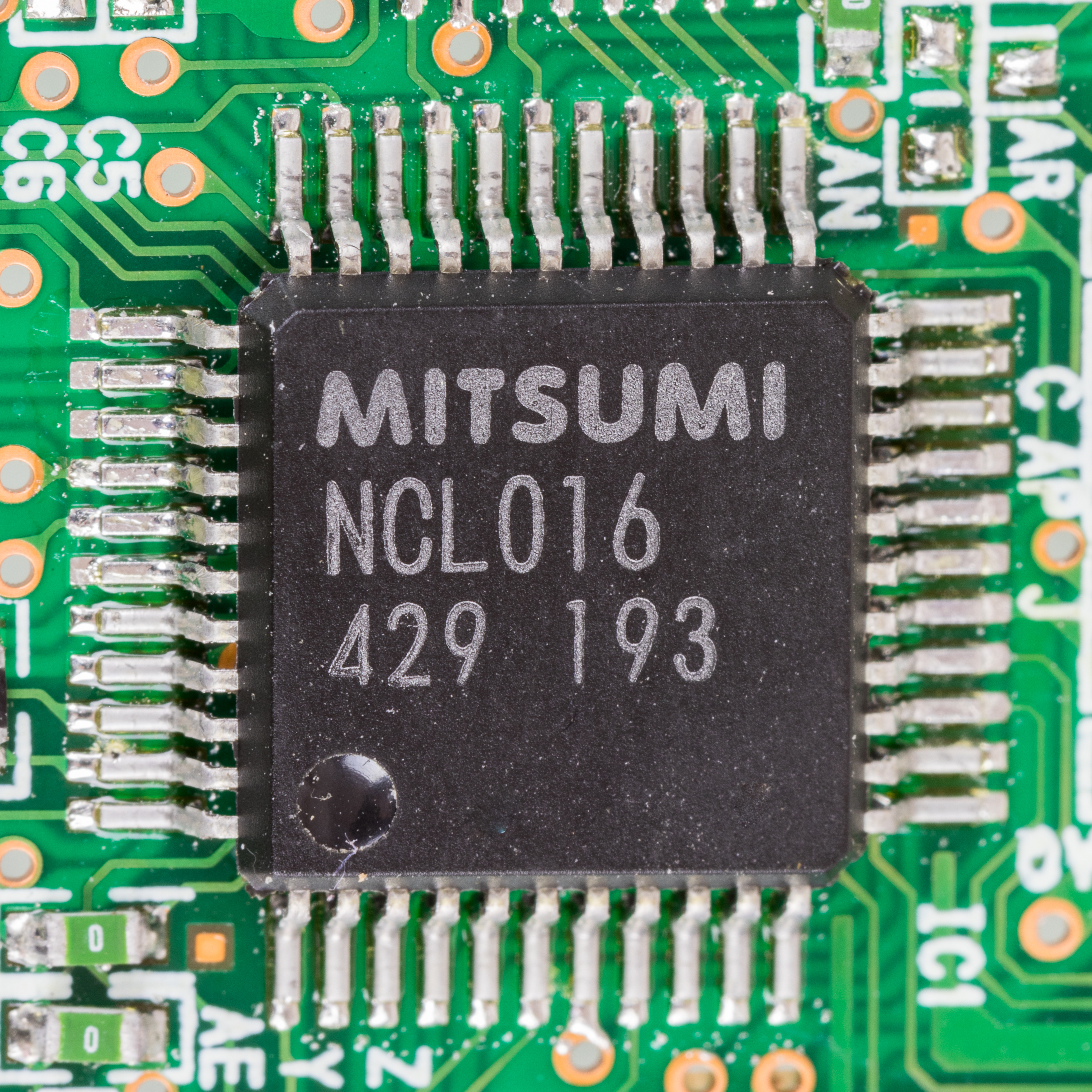
Chip da Mitsumi.

Uma das empresas mais famosas na fabricação dos controles oficiais do PlayStation e PlayStation 2 da Sony,Super Nintendo Entertainment System/Super Famicom, GameCube, NES/Famicom, Wii. Também produz o Nintendo DS Lite, controle remoto para diversos fabricantes, Teclado, Mouse para computadores pessoais, incluindo o teclado e mouse para computadores da Apple Inc..
Também é conhecido por fabricar disquete e drivers para disco ótico usados em computadores e servidores.